# Oruza costata
Oruza costata är en fjärilsart som beskrevs av Walker 1862. Oruza costata ingår i släktet Oruza och familjen nattflyn. Inga underarter finns listade i Catalogue of Life.